# Lipidni splav
Lipidni splavovi su glikolipo-proteinski mikrodomeni proteinskih receptora u ćelijskoj membrani. Ovi specijalizovani membranski mikrodomeni kompartmentalizuju ćelijske procese. Oni služe kao centari za formiranje signalnih molekula, utiču na membranski prenos fluida i razmenu proteina, kao i na regulaciju neurotransmisije. Lipidni splavovi su uređeniji i gušće pakovani nego okružujući dvosloj.Oni slobodno plutaju u ćelijskoj memebrani.

## Osobine
Ključna razlika između lipidnog splava i ćelijske membrane je njihova kompozicija. Istraživanja su pokazala da lipidni splavovi generalno sadrže dva puta veću količinu holesterola nego okružujući dvosloj. Isto tako, lipidni splavovi su bogatiji u sfingolipidima poput sfingomijelina, čija koncentracija je tipično povišena za 50% u poređenju sa ćelijskom membranom. U suprotnosti s tim, nivoi fosfatidilholina su proporcionalno umanjeni, što rezultuje u sličnoj zastupljenosti holin-sadržavajućih lipida u splavovima i membrani. Holesterol preferentno interaguje, mada ne ekskluzivno, sa sfingolipidima zbog njihove strukture i zasićenosti ugljovodoničnih lanaca. Mada nisu svi fosfolipidi unutar splava zasićeni, hidrofobni lanci lipida sadržanih u splavu su u većoj meri zasićeni i gušće su pakovani od okružujućeg dvosloja.
Holesterol je dinamični "lepak" koji drži molekule splava zajedno. Usled krutosti sterolne grupe, holesterol se preferencijalno nalazi u lipidnim splavovima u kojima su acil lanci lipida krući i manjoj meri u tečnom stanju. Jedno važno svojstvo membranskih lipida je njihov amfipatični karakter. Amfipatički lipidi imaju polarnu, hidrofilnu čeonu grupu i nepolarni, hidrofobni region. Slika sa desne strane prikazuje obrnuti kupi-sličan oblik sfingomijelina, i kupi-sličan oblik holesterola na osnovu prostora zauzetog hidrofobnim i hidrofilnim regionima. Holesterol ima sposobnost pakovanja između lipida u splavu, čime služi kao molekulski umetak i popunjivač praznina između vezanih sfingolipida.
Rietveld & Simons su utvrdili vezu između lipidnih splavova i odsustva mešanja uređene ( faze) i (Ld ili Lα faze) neuređene tečne faze. Mada uzrok fenomena nije potpuno jasan, smatra se da nemešljivost minimizira slobodnu energiju između dve faze. Studije su pokazale da postoji razlika u debljini između lipidnih splavova i okružujuće membrane, što proizvodi hidrofobnu neravnotežu na granici faza. Ova visinska neravnoteža faza povećava liniju tenzije. To može da dovede do formiranja većih, i u većoj meri kružnih platformi splavova, da bi se minimizovao energetski trošak održavanja splavova u zasebnoj fazi. Drugi spontani događaji, kao što je zakrivljenost membrane i fuzija malih splavova u veće, mogu takođe da minimizuju liniju tenzije.

## Literatura
1. ↑  Thomas S., Pais A.P., Casares S and Brumeanu T.D. (2004). „Analysis of lipid rafts in T cells”. Molecular Immunology. 41: 399—409.[мртва веза]
2. ↑  Thomas S.; Kumar R.S. and Brumeanu.T.D (2004). „Role of lipid rafts in T cell” (PDF). AITE. 52: 215—224.[мртва веза]
3. 1 2 3  Korade, Zeljka (2008). „Lipid rafts, cholesterol, and the brain”. Neuropharmacology. 55: 1265—273.
4. 1 2 3 4  Pike, Linda J. (2008). „The Challenge of Lipid Rafts”. Journal of Lipid Research (Oct): 1—17.
5. ↑  Simons, Kai, and Ehehalt, R. "Cholesterol, lipid rafts, and disease." The Journal of Clinical Invesigation 110 (2002): 597-603.
6. ↑  „Lipid rafts: structure, function and role in HIV, Alzheimer’s and prion diseases”. Exp. Rev. Mol. Med. 20 December. Текст „author+Jacques Fantini, Nicolas Garmy, Radhia Mahfoud and Nouara Yahi ” игнорисан (помоћ); Проверите вредност парамет(а)ра за датум: |date= (помоћ)
7. ↑  Fantini J, Garmy N, Mahfoud R, Yahi N (2002). „Lipid rafts: structure, function and role in HIV, Alzheimer's and prion diseases”. Expert Reviews in Molecular Medicine. 4 (27): 1—22. PMID 14987385. doi:10.1017/S1462399402005392.
8. ↑  Rietveld A, Simons K (1998). „The differential miscibility of lipids as the basis for the formation of functional membrane rafts”. Biochim. Biophys. Acta. 1376 (3): 467—79. PMID 9805010.

## Spoljašnje veze
- Lipidni splavovi, signalizacija i citoskeleton
- Lipidni splavovi
- Lipid+Rafts,+Cell+Membrane на 